# Секстон, Джон
Джон Эдвард Секстон (англ. John Edward Sexton; р. 29 сентября 1942 года, Нью-Йорк). Являлся 15-м Президентом Нью-Йоркского университета, занимал настоящую должность с 17 мая 2002 года по 31 декабря 2015. Также преподавал право.

## Работа / Карьера
Президент Нью-Йоркского университета.

## Заслуги
- Президент Нью-Йоркской академии наук.
- Член Американской академия искусств и наук.

## Личная жизнь
Вдовец.
Двое детей: сын Джед и дочь Кетти.